# Victoria Bitter
Victoria Bitter (VB) je znamka avstralskega piva, ki ga izdeluje pivovarna Carlton & United Breweries, članica skupine Foster's Group. Pivo izvira iz Melbourna, Victoria, recept zanj pa sta razvila Sam Barrett in Charlie Moir v takratni pivovarni Victoria Brewery leta 1854. Gre za svetli ležak in za eno najbolje prodajanih piv v Avstraliji.